# Avraham Jofe
Avraham Jofe též Avraham Joffe (hebrejsky: אברהם יפה, žil 25. října 1913 – 11. dubna 1983) byl izraelský generál, politik a bývalý poslanec Knesetu za stranu Likud.

## Biografie
Narodil se ve vesnici Javne'el. Vystudoval školu v Mikve Jisra'el. Ve věku 16 let se zapojil do židovských jednotek Hagana, během arabského povstání v Palestině v roce 1936 sloužil v nočních přepadových jednotkách Plugot ha-Lajla ha-Mejuchadot, jimž velel Orde Wingate. V letech 1940–1944 sloužil v britské armádě v dělostřeleckých jednotkách. V roce 1947 velel pěšímu praporu v Jordánském údolí. Během války za nezávislost v roce 1948 už působil v izraelské armádě a byl velitelem praporu v Brigádě Golani, pomáhal při dobývání Bejtše'anského údolí a města Nazaret. Během Suezské krize roku 1956 už velel 9. brigádě. V letech 1957–1958 pak byl velitelem důstojnické školy a velitel výcvikového oddělení s hodností generálmajora (Aluf). V letech 1958–1962 byl velitelem Jižního velitelství, v roce 1962 velel Severnímu velitelství. Z armády odešel roku 1964. Od roku 1964 byl ředitelem Správy přírodních rezervací. Během šestidenní války v roce 1967 ale znovu velel divizi.

## Politická dráha
Patřil k jednomu ze zakladatelů frakce Hnutí za Velký Izrael v rámci Strany práce. Z této levicové strany pak odešel do formace La'am a pak do Likudu. V izraelském parlamentu zasedl po volbách v roce 1973, do nichž šel za Likud. Pracoval v parlamentním výboru pro záležitosti vnitra a životního prostředí a výboru pro zahraniční záležitosti a obranu. Ve volbách v roce 1977 mandát neobhájil.